# 杉本利兵衛本店
株式会社杉本利兵衛本店（すぎもとりへえほんてん）は、山口県防府市に本社を置く、水産練製品製造業者。主力商品の商品名に由来する白銀本舗の屋号を持つ。
海産物は、瀬戸内海・日本海・玄界灘から仕入れている。

## 商品
- 蒲鉾（「海陽」「白銀」「秋芳」）
- ちくわ（「きみの幸」「金竹○」「銀竹○」

## 関連会社
- 白銀工場
- 白銀防府駅前店（ルルサス防府1階）